# Кашников, Василий Ильич
Василий Ильич Кашников — советский хозяйственный, государственный и политический деятель, Герой Социалистического Труда.

## Биография
Родился в 1920 году в селе Обручёвка (ныне — Кизильский район Челябинской области).
С 1930 года — на хозяйственной, общественной и политической работе. В 1930—1965 гг. — в колхозе имени С. М. Кирова Кизильского района. окончил курсы трактористов при Измайловской МТС, в штате станции, в РККА, участник Великой Отечественной войны, вернулся в колхоз имени С. М. Кирова: на комбайне «Сталинец» с 882 га намолотил 24787 ц зерна, в 1956 на комбайне С-6 с 612 га — 13178 центнеров, комбайнёр Измайловской МТС Кизильского района Челябинской области.
Указом Президиума Верховного Совета СССР от 11 января 1957 года присвоено звание Героя Социалистического Труда с вручением ордена Ленина и золотой медали «Серп и Молот».
Избирался депутатом Верховного Совета РСФСР 4-го созыва.
После 1960 года переехал жить к родственникам в Украинскую ССР (по другим данным — проживал в городе Фрунзе).